# Bühl

Das Neue Rathaus in Bühl

Bühl ([byːl] ⓘ, alemannisch Bihl) ist eine Stadt im Westen Baden-Württembergs rund zehn Kilometer südwestlich von Baden-Baden. Sie ist nach der Kreisstadt Rastatt und der Stadt Gaggenau die drittgrößte Stadt des Landkreises Rastatt und bildet ein Mittelzentrum für die umliegenden Gemeinden. Seit dem 1. Januar 1973 ist Bühl eine Große Kreisstadt. Mit der Gemeinde Ottersweier ist die Stadt Bühl eine Vereinbarte Verwaltungsgemeinschaft eingegangen.

## Geographie

### Geographische Lage
Durch die zehn Stadtteile liegt Bühl in 123 bis 1038 Meter Höhe über dem Meeresspiegel inmitten einer dreistufigen Landschaft am Rande des Schwarzwaldes. Diese erstreckt sich von der durch Ackerbau bestimmten Rheinebene über die Vorbergzone, wo Wein- und Obstbau dominieren, bis zu den forstwirtschaftlich genutzten Bergen des Schwarzwalds. Die Stadt liegt zu beiden Seiten der Bühlot und deren Unterlauf, dem Sandbach.

### Nachbargemeinden
Folgende Städte und Gemeinden grenzen an die Stadt Bühl. Sie werden im Uhrzeigersinn beginnend im Norden aufgeführt, wobei nicht alle Exklaven der genannten Gemeinden in der Reihenfolge berücksichtigt sind: Baden-Baden (Stadtkreis), Forbach (Landkreis Rastatt), eine Exklave von Sasbach, Lauf (beide Ortenaukreis) sowie Ottersweier, Lichtenau, Rheinmünster und Sinzheim (alle Landkreis Rastatt). Die Gemeinde Bühlertal ist weitgehend vom Osten des Bühler Stadtgebiets umgeben.

### Stadtgliederung
Das Bühler Stadtgebiet gliedert sich in die Kernstadt und die Stadtteile Altschweier, Balzhofen, Eisental, Kappelwindeck, Moos, Neusatz, Oberbruch, Oberweier, Vimbuch und Weitenung, von denen neun erst im Rahmen der Gemeindereform der 1970er Jahre eingemeindet wurden.
In den Stadtteilen Altschweier, Eisental, Neusatz, Vimbuch und Weitenung gibt es jeweils eine Ortsverwaltung, bei der man die wichtigsten örtlichen Aufgaben einer Kommune erledigen kann. Hier gibt es auch einen Ortsvorsteher. In den Stadtteilen Balzhofen, Moos, Oberbruch und Oberweier gibt es jeweils eine städtische Verwaltungsstelle mit einem Ortsbeauftragten.
Neben den Stadtteilen gibt es weitere Wohnplätze und Wohngebiete mit eigenem Namen, deren Grenzen jedoch meist nicht genau festgelegt sind. Hierunter gehören zum Beispiel Affental, Bach, Brombach, Bühlerhöhe, Ebene, Einsiedel, Elzhofen, Fischerhöfe, Gebersberg, Hohbaum, Kirchbühl, Müllenbach, Neusatzeck, Ottenhofen, Riegel, Rittersbach, Sand, Schugshof, Schweighof, Waldmatt, Witstung und Wörth.

### Raumplanung
Bühl bildet ein Mittelzentrum innerhalb des Verbands Region Karlsruhe, deren Oberzentrum die Stadt Karlsruhe ist. Zum Mittelbereich Bühl gehören neben der Stadt Bühl noch die Städte und Gemeinden Bühlertal, Lichtenau, Ottersweier und Rheinmünster des Landkreises Rastatt. Darüber hinaus gibt es Verflechtungen mit dem Nord-Elsass.

## Geschichte

### Bis zum 18. Jahrhundert
Die erste urkundliche Erwähnung der Stadt Bühl stammt aus dem Jahr 1149. Um 1200 wurde die Burg Windeck gebaut. Die älteste gesicherte Nennung des Ortsnamens Bühl stammt aus dem Jahr 1283; damals übergab Edelknecht Burkhard von Crutenbach seine Güter „in banno Buhel“ dem Abt und Konvent des Klosters Schwarzach. 1370 oder 1371 wurden in einer Fehde des Reinhard von Windeck mit der Stadt Straßburg Bühl und die umliegenden Dörfer schwer in Mitleidenschaft gezogen. 1403 verlieh König Ruprecht von der Pfalz Ritter Reinhard von Windeck das Marktrecht.
1514 wurde der Bau der alten Bühler Pfarrkirche St. Peter und Paul begonnen, die seit 1880 als Rathaus dient; dieser Bau wurde 1524 vollendet. Während der Hexenverfolgungen 1546 bis 1661 wurden in Bühl 141 Personen in sogenannten Hexenprozessen angeklagt, 33 Verfahren endeten mit einer Hinrichtung.
Im Jahr 1561 soll die Burg Alt-Windeck bereits zur Ruine verfallen sein. Spätestens seit diesem Zeitpunkt wohnten die Herren von Windeck in ihrem Schlosshof in Bühl; an dessen Stelle befindet sich heute das Gasthaus „Badischer Hof“. 1592 erlosch dieses Rittergeschlecht (Windeck im Mannesstamm) mit dem Tod von Junker Jakob von Windeck.
Während des Dreißigjährigen Krieges fielen 1622 kroatische Truppen in Bühl ein und zerstörten den Marktflecken; 1632 bis 1634 und 1643 wurde der Ort von schwedischen Truppen besetzt. Mit dem Pfälzischen Erbfolgekrieg wurde Bühl 1689 ein weiteres Mal fast völlig zerstört; auch zwischen 1703 und 1707 war die Gegend um den Ort im Spanischen Erbfolgekrieg erneut Kriegsschauplatz. Unter dem Oberbefehl von Markgraf Ludwig Wilhelm von Baden, dem sog. „Türkenlouis“, konnte die Bühl-Stollhofener Linie verteidigt werden.
1776 wurde der Ort mit dem Verkauf des Reichslehens der Familie von Walderdorff an Markgraf Karl Friedrich von Baden komplett badisch. 1788 wurde der Sitz des Amtes Steinbach (vormals Yberg) von Steinbach nach Bühl verlegt.

### 19. Jahrhundert
Im Jahr 1813 wurde das Amt Bühl zum Bezirksamt. Zwischen 1822 und 1823 wurde die Synagoge erbaut. 1835 wurde Bühl von Großherzog Leopold von Baden das Stadtrecht verliehen.
Um 1840 wurde in Kappelwindeck eine ungewöhnlich frühreifende und widerstandsfähige Zwetschgensorte entdeckt, die als „Bühler Frühzwetschge“ vor allem nach dem harten Winter 1879/1880 an Bedeutung gewann und der Stadt nach dem Niedergang der Hanfwirtschaft als neue Einnahmequelle diente. Im Jahr 1846 erhielt Bühl Anschluss an die neueröffnete Eisenbahnlinie zwischen Oos und Offenburg. Während der Revolution 1848/1849 floh der Obervogt Josef Häfelin vor den Unruhen nach Baden-Baden. Es kam zu Ausschreitungen gegen jüdische Einwohner. Die erste eigene Kirche der evangelischen Gemeinde entstand 1856 in einem ehemaligen Brauhaus zwischen Krempengasse und Bühlot. Das Gebäude wurde 1969 abgerissen. Seit 1863 gehörte das Bezirksamt Bühl zum Kreis Baden(-Baden). Zwischen 1873 und 1876 wurde die neue katholische Pfarrkirche St. Peter und Paul nach Plänen des Baden-Badener Bezirksbauinspektors Karl Dernfeld gebaut; die alte Pfarrkirche wurde zwischen 1879 und 1880 zum Rathaus umgebaut.

### 20. Jahrhundert
Seit dem Beginn des 20. Jahrhunderts wurde die Infrastruktur des Ortes stetig verbessert; 1902 begann der Bau der zentralen Wasserversorgung; 1920 wurde das elektrische Licht eingeführt, und nach Vergrößerung des Amtsbezirks 1924 wurde zwischen 1926 und 1934 die Kanalisation errichtet.
1919 wurde die Obstabsatzgenossenschaft (OAG) gegründet; 1927 fand am 6.–8. August das erste Zwetschgenfest statt, und 1928 nahm das erste Bühler Lichtspielhaus seinen Betrieb auf.
Während der Zeit des Nationalsozialismus wurde 1933 im Zuge der nationalsozialistischen Gesetzgebung der Bühler Gemeinderat gleichgeschaltet. Am 10. November 1938 wurde die Bühler Synagoge in der Reichspogromnacht zerstört; dabei kam es auch zu Ausschreitungen gegen jüdische Bürger. 1939 entstand aus dem Bezirksamt Bühl der Landkreis Bühl. 1940 wurden am 22. Oktober 26 jüdische Bürger aus Bühl in das Lager Gurs in den französischen Pyrenäen deportiert. Nur wenige von ihnen überlebten den nationalsozialistischen Terror. Durch Luftangriffe wurde Bühl, das 1939 6.932 Einwohner zählte, zu 6 % zerstört. Zum Ende des Zweiten Weltkriegs marschierten am 14. April 1945 französische Truppen in Bühl ein.
Am 15. September 1946 fanden die ersten freien Gemeinderatswahlen nach 1933 statt. Im Jahr 1972 überschritt die Einwohnerzahl der Stadt nach Eingliederung von neun Nachbargemeinden die 20.000-Grenze. Daraufhin stellte die Stadtverwaltung den Antrag auf Erhebung zur Großen Kreisstadt, was die Landesregierung von Baden-Württemberg mit Wirkung vom 1. Januar 1973 beschloss. Gleichzeitig verlor Bühl die Funktion als Kreissitz, weil der Landkreis Bühl aufgelöst wurde. Sein nördliches Gebiet mit der Stadt Bühl fiel an den Landkreis Rastatt, das südliche Gebiet an den neugebildeten Ortenaukreis. Drei Orte waren bereits 1972 in den Stadtkreis Baden-Baden eingegliedert worden.

### Eingemeindungen
Folgende Gemeinden und Gemarkungen wurden in die Stadt Bühl eingemeindet:
- 1934: Kappelwindeck
- 1936: Burg Windeck
- 1. Januar 1971: Neusatz (mit dem 1936 eingegliederten Ort Waldmatt) und Oberweier[4]
- 1. Januar 1972: Balzhofen, Eisental und Oberbruch[4]
- 1. Januar 1973: Altschweier, Moos, Vimbuch und Weitenung[4]

### Wappen der Ortsteile

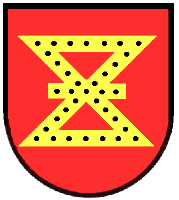
Kappelwindeck
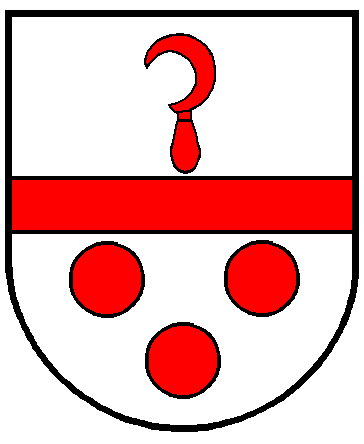
Neusatz
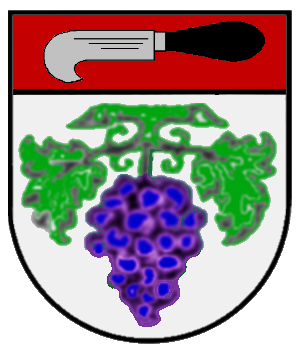
Waldmatt
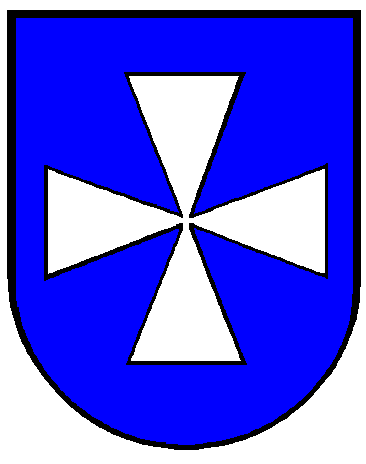
Oberweier
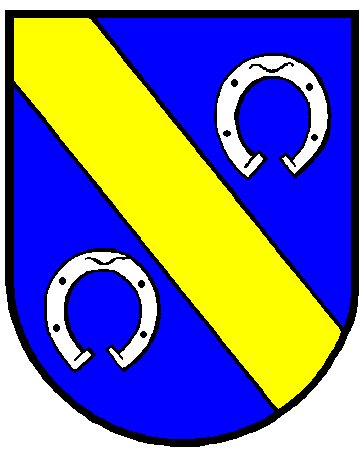
Balzhofen
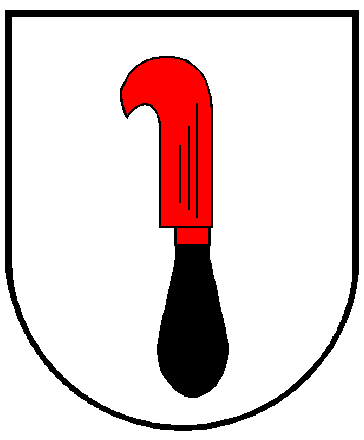
Eisental
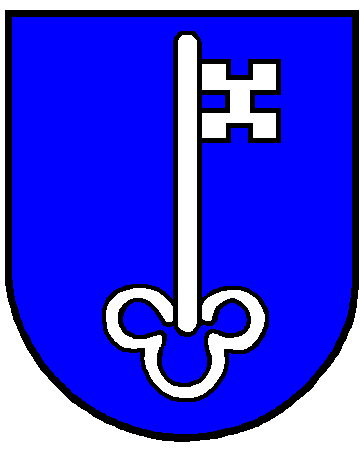
Oberbruch
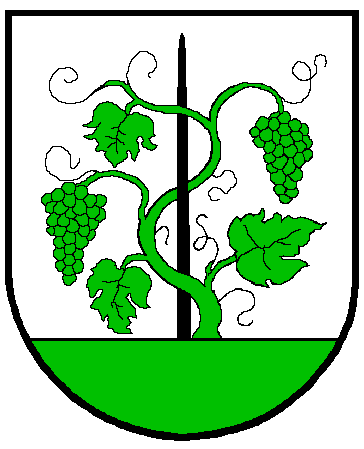
Altschweier
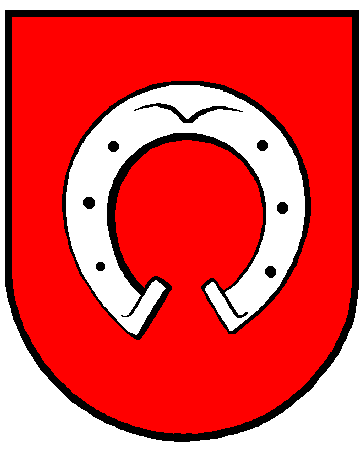
Moos
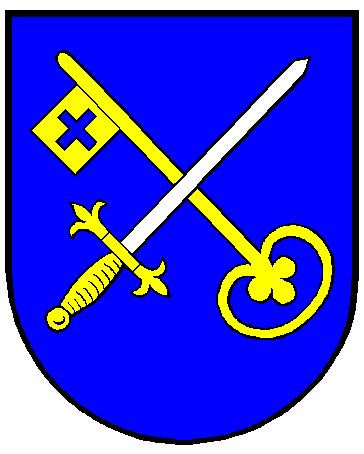
Vimbuch
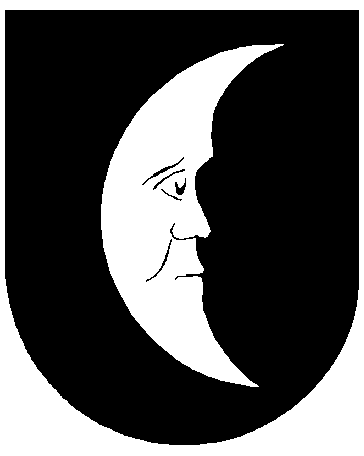
Weitenung

### Einwohnerentwicklung
Einwohnerzahlen nach dem jeweiligen Gebietsstand. Die Zahlen sind Volkszählungsergebnisse (¹) oder amtliche Fortschreibungen der jeweiligen Statistischen Ämter (nur Hauptwohnsitze). Wie man in der folgenden Grafik leicht erkennt, haben die oben erwähnten Eingemeindungen in den jeweiligen Jahren (1934, 1936 sowie 1971, 1972 und 1973) zu einem sprunghaften Anstieg der Einwohnerzahl geführt. Während des Zweiten Weltkriegs gab es eine Stagnation der Einwohnerzahl.

Einwohnerentwicklung von Bühl von 1805 bis 2017

| Jahr / Datum    | Einwohner |
| --------------- | --------- |
| 1805            | 1.822     |
| 1825            | 2.142     |
| 1846            | 2.860     |
| 1. Dez. 1871    | 2.383     |
| 1. Dez. 1880¹   | 3.002     |
| 1. Dez. 1900¹   | 3.306     |
| 1. Dez. 1910¹   | 3.640     |
| 8. Okt. 1919¹   | 3.764     |
| 1930            | 4.290     |
| 16. Juni 1933¹  | 4.400     |
| 17. Mai 1939¹   | 6.932     |
| 1946¹           | 7.049     |
| 13. Sept. 1950¹ | 7.735     |

| Datum         | Einwohner |
| ------------- | --------- |
| 6. Juni 1961¹ | 9.140     |
| 27. Mai 1970¹ | 10.013    |
| 31. Dez. 1975 | 21.596    |
| 31. Dez. 1980 | 22.307    |
| 25. Mai 1987¹ | 23.246    |
| 31. Dez. 1990 | 24.667    |
| 31. Dez. 1995 | 27.088    |
| 31. Dez. 2000 | 28.690    |
| 31. Dez. 2005 | 29.476    |
| 31. Dez. 2010 | 29.452    |
| 31. Dez. 2015 | 28.882    |
| 31. Dez. 2020 | 28.889    |

¹ Volkszählungsergebnis

## Religionen

### Konfessionsstatistik
Gemäß dem Zensus 2022 waren 48,5 % der Einwohner katholisch und 13,3 % evangelisch, und 38,3 % waren konfessionslos, gehörten einer anderen Glaubensgemeinschaft an oder machten keine Angabe. 358 Menschen (oder 1 % der Gesamtbevölkerung) verließen 2024 die Kirche, weniger als im Vorjahr.

### Kirchen

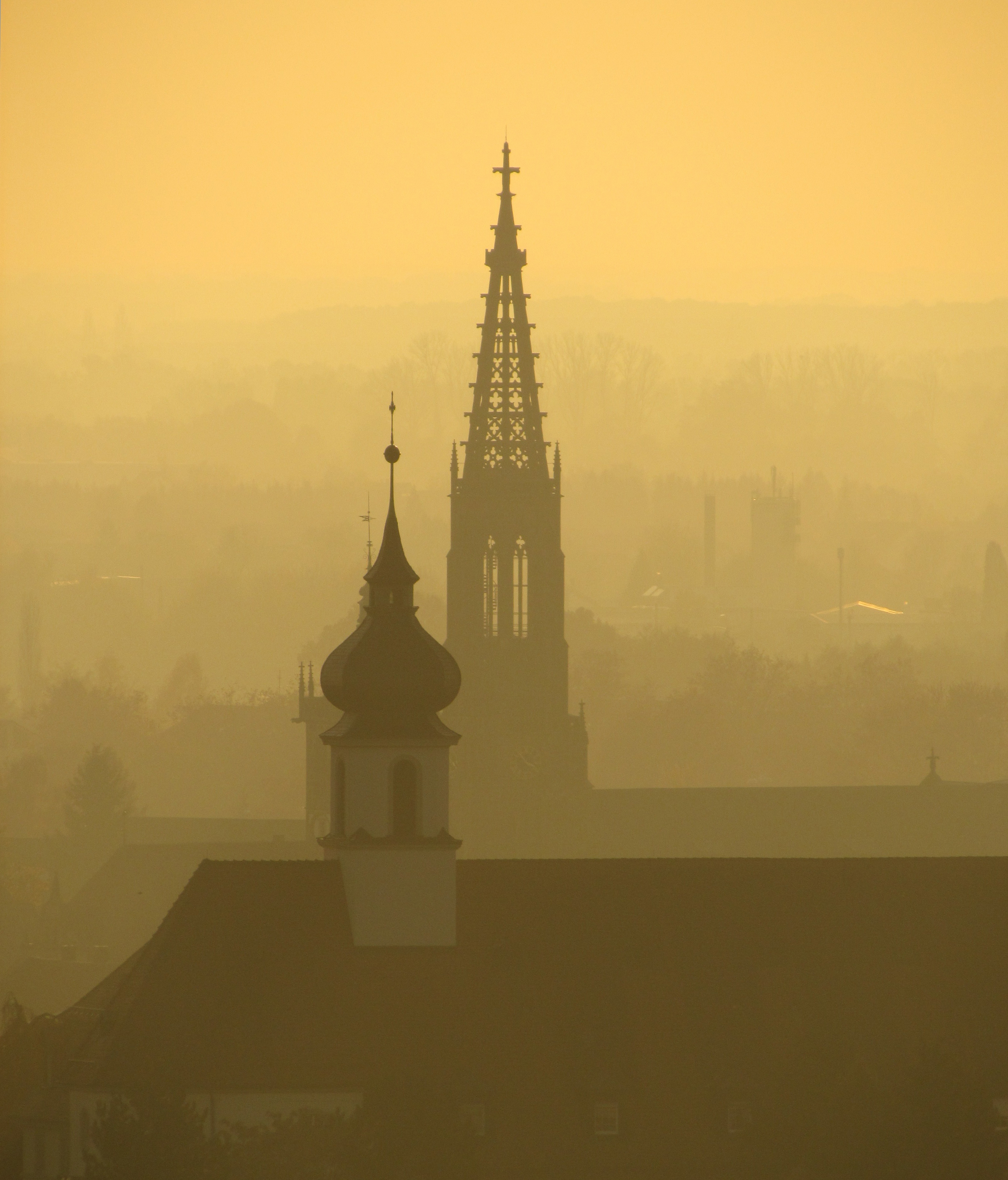
Blick vom Carl-Netter-Turm: hinten in der Mitte die Bühler Stadtkirche St. Peter und Paul, vorne das Kloster Maria Hilf

Die Gemeinde Bühl gehörte anfangs zum Bistum Straßburg und war dem Archidiakonat „Ultra Rhenum“, Landkapitel Ottersweier, unterstellt. Unter Markgraf Bernhard III. und Philibert sowie unter baden-durlachischer Verwaltung ab 1594 gab es reformatorische Bestrebungen, doch wurden die katholischen Gottesdienste nicht eingestellt. Ab Mitte des 17. Jahrhunderts kehrte die Bevölkerung wieder zum Katholizismus zurück. Die Gemeinde gehörte zunächst noch zum Bistum Straßburg, ab 1808 zum Bistum Konstanz, bevor sie 1821/27 Teil des neugegründeten Erzbistums Freiburg wurde. Bühl wurde dem Dekanat Baden-Baden und Rastatt zugeordnet.
Im Stadtgebiet gibt es heute folgende Pfarrgemeinden bzw. Kirchen:
- Seelsorgeeinheit Bühl-Stadt mit den beiden Stadtpfarreien St. Peter und Paul (Kernstadt) und St. Maria,
- St. Gallus Altschweier (Kirche 1863 erbaut),
- St. Matthäus Eisental (Kirche 1828 erbaut),
- St. Dionysius Moos (Kirche 1788 erbaut),
- St. Karl Borromäus Neusatz / St. Carolus Neusatz (Kirche 1911–1913 erbaut)
- St. Johannes der Täufer Vimbuch (Kirche 1889 erbaut; zuständig auch für Balzhofen, Oberbruch und Oberweier – in Oberweier gibt es eine Kapelle von 1720, die 1896 umgebaut wurde),
- „Zum Hl. Blut“ Weitenung (Kirche erbaut 1923).

Anfang des 19. Jahrhunderts zogen auch wieder Protestanten nach Bühl. Regelmäßige evangelische Gottesdienste gab es ab 1850, die zunächst von Illenau aus versorgt wurde. Einen eigenen Pfarrer gab es ab 1854. Zwei Jahre später erhielt die Gemeinde ein Bethaus und ab 1892 eine eigene, 1929 erweiterte Kirche, die 1967 ganz in der Nähe neuerbaut wurde (die heutige Johanneskirche samt Gemeindezentrum mit Gemeinderäumen, Kindergarten und Pfarrhaus). Die evangelische Gemeinde gehörte zunächst zum Kirchenbezirk Rheinbischofsheim, heute zu Baden-Baden und Rastatt. Zur Johannesgemeinde Bühl gehören auch die Protestanten aus einigen Stadtteilen Bühls (Oberweier, Vimbuch, Oberbruch, Moos, Balzhofen, Unzhurst). Die evangelischen Gemeindeglieder der Stadtteile Altschweier, Neusatz und Sand gehören jedoch zur Christusgemeinde Bühlertal, zu der auch noch Ottersweier gehört.

### Zur Geschichte der jüdischen Gemeinde
In dem bis zum Anfang des 19. Jahrhunderts zur Markgrafschaft Baden gehörenden Bühl bestand eine jüdische Gemeinde bis 1938. Ihre Entstehung geht in die Zeit des 16. Jahrhunderts zurück. Erstmals werden 1579 Juden in der Stadt genannt. Nach einer vorübergehenden Ausweisung nach 1622 gab es 1698 wieder elf jüdische Haushaltungen mit 90 Personen in der Stadt, 1721 17 Familien. 1827 wurde Bühl Sitz eines Bezirksrabbinates, zu dem bis zu 15 jüdische Gemeinden in der Umgebung gehörten. Rabbiner Baruch Mayer wurde auf Grund seiner Verdienste zum Ehrenbürger der Stadt ernannt. Die höchste Zahl jüdischer Einwohner wurde um 1864 mit 301 Personen erreicht. Bis um 1900 ging die Zahl durch Abwanderung auf 226 zurück (1925: 111). Bereits im 19. Jahrhundert bestanden zahlreiche jüdische Handels- und Gewerbebetriebe, die von großer Bedeutung für das wirtschaftliche Leben in der Stadt waren. Um 1933 gab es im Besitz jüdischer Familien noch Branntweinbrennereien, Textilgeschäfte, Viehhandlungen, Eisenwarenhandlungen und Haushaltsgeschäfte, eine jüdische Gastwirtschaft und anderes mehr.
Auf Grund der Judenverfolgungen und -ermordungen in der NS-Zeit kamen von den 1933 in Bühl lebenden 72 jüdischen Einwohnern mindestens 24 ums Leben.
Das jüdische Wohngebiet lag bis ins 19. Jahrhundert hinein im Bereich des Johannesplatzes und der anschließenden Seitengassen (Hänferdorf).
Ende des 17. Jahrhunderts verzeichnete die jüdische Gemeinde bereits elf Haushaltungen mit 90 Personen. Spätestens dann waren mehr als zehn religionsmündige jüdische Männer in der Stadt, die für einen Minjan nötig waren. 1696 behauptete der Barbier Franz Oser in Bühl, der sich im Streit mit dem Schutzjuden Joseph Jacob befand, dass dieser in seinem Haus unmittelbar neben der Kirche eine „teufflische Synagoge“ eingerichtet habe, in der ein „Lumpengesindlein alle Sabbat-, Sonn- und Feiertage“ zusammenkäme. 1705 ersteigerte Joseph Jacob das Gasthaus zum Adler. Ihm wurde damals vorgeworfen, zum „Nachteil der christlichen katholischen Religion“ eine Synagoge einrichten zu wollen. Es bleibt unklar, ob sich tatsächlich in einem der Häuser ein Betsaal der jüdischen Gemeinde befand bzw. untergebracht werden sollte.
Spätestens seit 1723 hatte die jüdische Gemeinde einen Betsaal im Wohnhaus von Schmaul und Isak Bodemer. Es handelte sich um das frühere Gebäude Schwanenstrasse 18, ein „dreistöckiges Eckhaus am Ende der Schwanen- früher Kornlaubgasse, am Gewerbekanal“. Der Betsaal dürfte im dritten Stockwerk oder im Dachgeschoss des Hauses gewesen sein. Im Untergeschoss war möglicherweise ein rituelles Bad vorhanden. 1927 wurde dieses Haus bei der Modernisierung des Johannesplatzes abgebrochen.
1821 begann die jüdische Gemeinde Bühl mit Planungen, „statt der bestehenden baufälligen Synagoge eine neue in einem angenehmeren Style zu erbauen. Sie hat hierzu ein geeignetes Judenhaus gekauft und nach der Baustelle einen Bauriss verfertigen lassen, den wir anmit gehorsamst vorlegen“ (Schreiben des Amtes Bühl an das Großherzoglich Badische Landesdirektorium vom 21. Januar 1822). Die geschätzten Baukosten von 6.000 Gulden wollte die Gemeinde aus eigenen Mitteln aufbringen. Da der Gemeinde gleichzeitig aufgetragen wurde, ein neues rituelles Bad anzulegen, verschob sich zunächst der Baubeginn der Synagoge. Schließlich beschloss man mit Zustimmung der Behörden, zuerst die Synagoge und zu einem späteren Zeitpunkt das Bad zu erstellen. Als Baumeister konnte der Architekt J. Wagner aus Baden-Baden gewonnen werden.
Die neue Synagoge entstand 1823 in Nachbarschaft zur „alten Judenschule“. Mehrere Fotos sind erhalten (s. u.), die die Ansicht des Gebäudes zur Schwanenstrasse und in Richtung des „Synagogenplatzes“ (seit 1898: Johannesplatz) zeigen. Es wurde ein repräsentatives Gebäude erstellt, dessen klassizistische Fassadengestaltung sich aus der umliegenden Wohnbebauung heraushob. Im Winter wurden die Gottesdienste in einem Betsaal abgehalten, weil die weiträumige Synagoge zu kalt war.
1858 wurde die Synagoge renoviert. Anlässlich der Wiedereröffnung stiftete das Ehepaar Joseph und Henriette Bielefeld eine kostbare Menora. Zwei Jahre später wurde diese Stiftung von Ehepaar Bielefeld ergänzt durch einen großen goldenen Leuchter. In ihm gab es ein rotes Glasgefäß zur Aufnahme des Ner Tamids für die Verstorbenen und sechs darüber emporragende Lichthalter zur Aufnahme der jeweiligen Jahrzeitkerzen. In den 1850er Jahren wurden in vielen Synagogen des Landes wesentliche Veränderungen in der gottesdienstlichen Ordnung und der Vortragsweise der Melodien durchgeführt. Gleichzeitig wurde ein Harmonium in der Synagoge angeschafft. Nach einem Bericht von 1856 wurden im Bühler Gottesdienst die hebräischen Gesangsstücke nach der „Braunschweiger Melodie“ gesungen, einzelne einstimmige Tonsätze nach den in Mannheim eingeführten Melodien. Als Gebetbuch verwendete man „so weit als möglich“ das Mannheimer Gebetbuch. 1858 wurde ein Synagogenchor gegründet. All diese Veränderungen machten auch dem Bühler Kantor David Brandeis einiges zu schaffen. Anlässlich seines 25-jährigen Dienstjubiläums berichtete die Allgemeine Zeitung des Judentums 1859: „Der hiesige Vorsänger David Brandeis, ein Mann der alten Schule und im hohen Greisenalter stehend, hat sich mit größter Selbstverleugnung und Hingebung der großen Bemühung unterzogen, welche die seit einigen Jahren schon und namentlich seit der Aufnahme einer Physharmonika (= Harmonium) bei dem hiesigen Gottesdienste eingeführte Ordnung und Vortragsweise ihm auflegen.“
Am 1. August 1898 beging der Synagogenchorverein sein 40-jähriges Bestehen. Unter Leitung von Kantor Bruchsaler wurde ein Konzert in der Synagoge veranstaltet, bei dem die Chöre verschiedene Beiträge darboten. Die Synagoge war angesichts des großen Interesses an diesem Konzert völlig überfüllt.

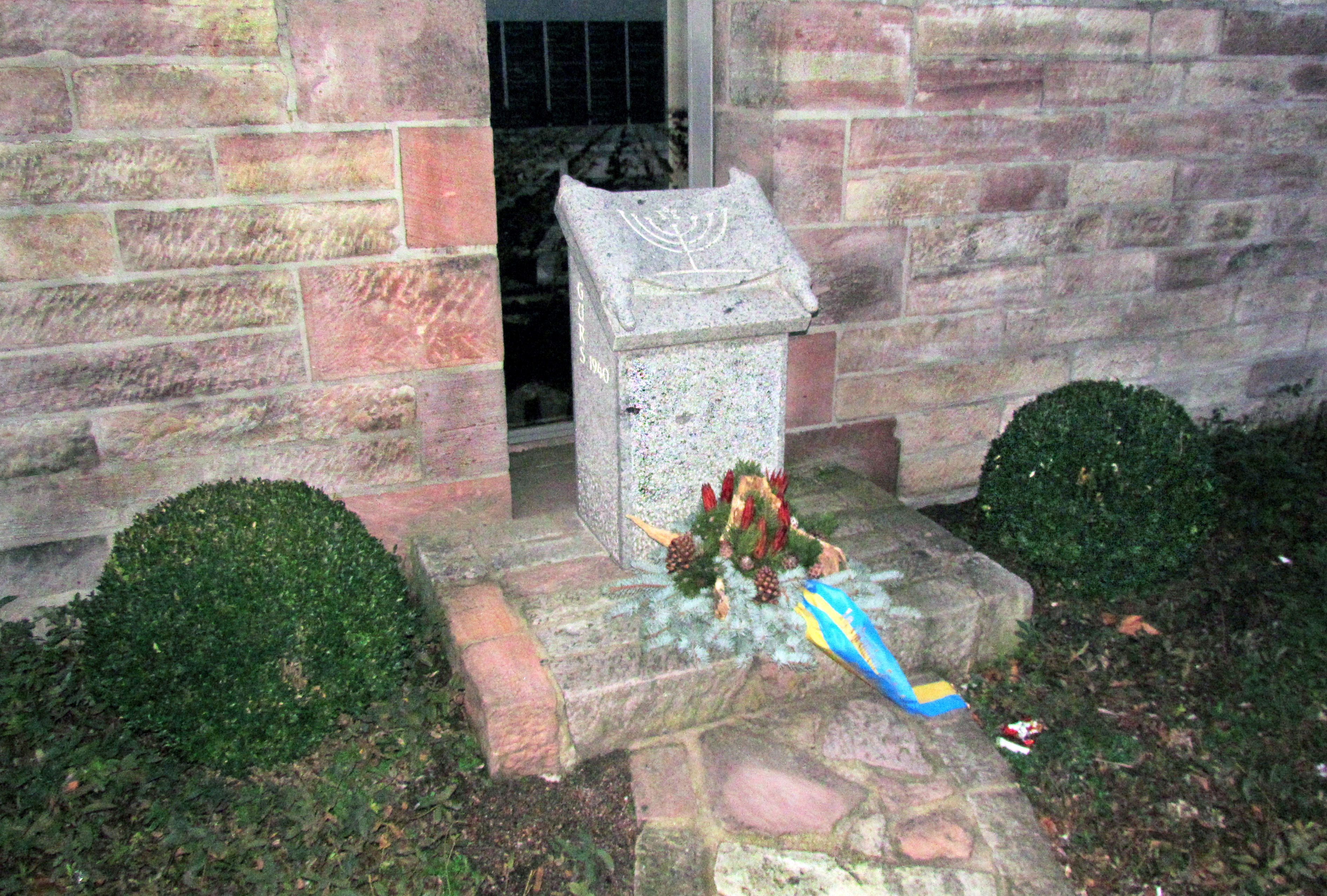
Gedenkstein zur Deportation von Bühler Juden in das Lager Gurs am Fuße der Pyrenäen

In der NS-Zeit kamen schon 1935 Übergriffe gegen die Bühler Synagoge vor. Während der Novemberpogrome wurde die Synagoge – anders als in den meisten deutschen Städten – nicht am 9. November, sondern erst am Vormittag des 10. November angezündet. Die Aktion wurde von der Kreisleitung der nationalsozialistischen Partei durchgeführt. Die Feuerwehr war angewiesen worden, nur die Nachbargebäude zu schützen. Der Großteil des Synagogeninventars wurde bei dem Brand zerstört, ein anderer Teil – sakrale Gegenstände, aber auch die Parochet – wurde nach dem Brand abtransportiert. Jugendliche zertrümmerten mit Steinen die Fenster des Rabbinates. In den Tagen nach der Zerstörung der Synagoge ließ die Stadtverwaltung die Brandruine samt den Gebäuden des Meierhofs und der jüdischen Schule abtragen. Die Kosten von 1.400 Mark musste die jüdische Gemeinde zahlen. Da sie über dieses Geld nicht mehr verfügte, entschloss sie sich, das Grundstück der Synagoge hierfür zu verkaufen. Da der Synagogenbrand bei Tageslicht erfolgte, hatte ein Bürger Gelegenheit, den Brand zu filmen. Der Urheber des Films ist jedoch unbekannt. Der Super-6-Film wurde aber erst knapp 60 Jahre nach der Pogromnacht gefunden. Er dokumentiert die Tatenlosigkeit der Feuerwehr.
Beim Synagogenbrandprozess nach 1945 wurde ein Beteiligter am Novemberpogrom, ein Mitarbeiter der Kreisleitung, zu vier Monaten Gefängnis verurteilt. Der Mann, der die Synagoge angezündet hatte, erhielt eine fünfjährige Zuchthausstrafe.
Das Synagogengrundstück wurde 1983 wieder überbaut (an der Stelle der ehemaligen Synagoge befindet sich heute ein Eiscafé). Am 10. November 1983 wurde von Oberbürgermeister Ulrich Wendt und Repräsentanten des Oberrates der Israeliten Badens ein Gedenkstein zur Erinnerung an die Synagoge enthüllt (Johannesplatz 10).

## Politik

### Gemeinderat
Der Gemeinderat hat 26 ehrenamtliche Mitglieder, die für fünf Jahre gewählt werden. Hinzu kommt der Bürgermeister als stimmberechtigter Gemeinderatsvorsitzender.
Die Kommunalwahl 2024 führte zu folgendem Ergebnis (in Klammern: Unterschied zu 2019):
| Gemeinderat 2024               | Gemeinderat 2024 | Gemeinderat 2024 | Gemeinderat 2024 | Gemeinderat 2024 |
| Partei / Liste                 | Stimmenanteil    | Sitze            |                  |                  |
| ------------------------------ | ---------------- | ---------------- | ---------------- | ---------------- |
| CDU                            | 28,5 % (+2,3)    | 7 (±0)           |                  |                  |
| Freie Liste Bühl               | 14,8 % (+14,8)   | 4 (+4)           |                  |                  |
| Grüne/Grün-Alternative Liste   | 14,7 % (−3,9)    | 4 (−1)           |                  |                  |
| Freie Wähler                   | 14,5 % (−7,1)    | 4 (−2)           |                  |                  |
| SPD                            | 14,5 % (+0,3)    | 4 (±0)           |                  |                  |
| FDP                            | 12,0 % (+0,8)    | 3 (±0)           |                  |                  |
| AfD                            | n. a. (−5,2)     | 0 (−1)           |                  |                  |
| Wahlbeteiligung: 64,1 % (+2,4) |                  |                  |                  |                  |

### Bürgermeister
An der Spitze der Gemeinde Bühl stand spätestens seit 1398 ein Schultheiß. Er wurde ab 1488 vom Markgrafen mit Zustimmung der Herren von Windeck ernannt. Gelegentlich gab es auch einen markgräflichen Vogt oder Ammann anstelle des Schultheißen, später Bürgermeisters. Ihm stand der Rat mit 12 Mitgliedern zur Seite. Die Räte zugleich Richter amtierten auf Lebenszeit. Die Amtszeit des Bürgermeisters betrug ein Jahr. Seit dem 16. Jahrhundert wurde der Bürgermeister 2 Jahre vom Markgrafen, im 3. Jahr von Windeck eingesetzt. Der Rat war in jener Zeit zu 3/4 von Baden, zu 1/4 von Windeck besetzt. Der Ort Oberbrück südlich der Bühlot verwaltete sich selbst und wurde erst 1848 vollständig mit der inzwischen zur Stadt Bühl erhobenen Gemeinde verwaltet.
Seit Erhebung zur Großen Kreisstadt 1973 trägt das Stadtoberhaupt den Titel Oberbürgermeister. Dieser wird für eine Amtszeit von acht Jahren gewählt. Die Amtszeit von Hans Striebel hätte regulär 2013 geendet, er kündigte jedoch an, sein Amt Ende 2011 niederzulegen. Am 2. Oktober 2011 wurde Hubert Schnurr zu seinem Nachfolger gewählt und trat sein Amt Anfang 2012 an.
Die Bürgermeister und Oberbürgermeister:
- 1824–1832: Alois Vogt
- 1832–1844: Fidelis Fischer
- 1844–1861: Carl Berger
- 1861–1866: Amandus Schütt
- 1866–1870: Franz Conrad
- 1870–1873: Amandus Schütt
- 1873–1875: Carl Hug
- 1875–1881: Eduard Knörr
- 1881–1907: Johann Fraaß
- 1907–1909: Adalbert Stehle
- 1909–1919: Karl Bender
- 00.00.1919–15.08.1933: Edwin Grüninger
- 09.06.1933–01.08.1939: Philipp Ewald
- 15.11.1939–15.02.1940: Hermann Rehm
- 16.02.1940–01.06.1940: Richard Schick
- 01.06.1940–15.12.1944: Karl Renz
- 20.12.1944–08.05.1945: Hans Liewer
- 15.05.1945–17.02.1946: Edwin Grüninger
- 18.02.1946–00.00.1948: Johann Baptist Stratthaus
- 00.00.1948–00.00.1957: Alfons Kist
- 04.07.1957–30.09.1981: Erich Burger
- 01.10.1981–00.00.1989: Ulrich Wendt
- 00.00.1989–30.09.1997: Gerhard Helbing
- 01.10.1997–31.12.2011: Hans Striebel (CDU)
- 01.01.2012–30.09.2025: Hubert Schnurr (Freie Wähler)
- designiert: ab 01.10.2025: Matthias Bauernfeind (CDU)

### Wappen
Das Wappen der Stadt Bühl zeigt in Blau drei goldene zwei zu eins gestellte „Bühel“ (=  Hügel). Die Stadtflagge ist blau-gelb-blau mit dem Stadtwappen.
Das Wappen und die Flagge werden schon sehr lange geführt. Die heutige Form wurde 1900 festgelegt.
Es handelt sich um ein so genanntes „redendes“ Wappen. Im 19. Jahrhundert wurden die Hügel auch als Bienenkörbe gedeutet und entsprechend in den Siegeln der Stadt gezeichnet. Doch wurde diese Darstellung wieder aufgegeben, da sie historisch nicht belegt werden konnte.

### Städtepartnerschaften
Bühl unterhält mit folgenden Städten Städtepartnerschaften:
- Villefranche-sur-Saône (Frankreich), seit 1987
- Rajon Călărași (Moldau), seit 1990
- Schkeuditz (Deutschland), seit 1991
- Vilafranca del Penedès (Spanien), seit 2002

Der Stadtteil Weitenung pflegt seit 1972 eine Partnerschaft mit der Gemeinde Mattsee in Österreich, der Stadtteil Vimbuch pflegt seit 2005 eine Partnerschaft mit der Gemeinde Mommenheim in Frankreich. Freundschaftliche Kontakte bestehen darüber hinaus zwischen Bühl und der Stadt Haguenau im Elsass in Frankreich.

## Kultur und Sehenswürdigkeiten

### Theater
Im Bürgerhaus Neuer Markt finden Konzerte, Theater- und Musical-Vorstellungen sowie Kleinkunst-Darbietungen statt. Im Schütte-Keller, einer Kleinkunstbühne im Hänferdorf, werden seit dem Jahr 2000 unter der Leitung von Rüdiger Schmitt und seinem Verein in regelmäßigen Abständen Veranstaltungen im Bereich Kabarett, Akustischer Blues, Chanson, Akustische Gitarre, Liedermacher, Gypsy Swing, aber auch Bluegrass im Gewölbekeller geboten. Des Weiteren organisiert der Verein auch größere Veranstaltungen im Bürgerhaus Neuer Markt wie z. B. Magic Bühl mit internationalen Künstlern der Zauberei.

### Museen
Bühl hat in der Kernstadt Bühl und im Stadtteil Weitenung jeweils ein Heimatmuseum. Im Stadtteil Neusatz befindet sich das Stadtgeschichtliche Institut im Schloss Waldsteg, das die Archive und Museen der Stadt Bühl und des Umlandes betreut. Erwähnenswert ist ferner das Museum Rohrhirschmühle im Bühler Stadtteil Altschweier, welches eine restaurierte Mühle mit zwei oberschlächtigen Wasserrädern, mit Mahlgängen und Walzenstühlen beherbergt.

### Stadtkapelle
Die Stadtkapelle Bühl wurde 1758 gegründet und zählt zu den ältesten Blasorchestern in Deutschland. Das mit 70 Musikern auf allen Registern besetzte Orchester wurde von Stadtmusikdirektor Herbert Ferstl geleitet, der im Badischen Staatsorchester Karlsruhe als Posaunist tätig war. Neuer Dirigent ist seit Juli 2007 Rolf Hille.

### Bauwerke

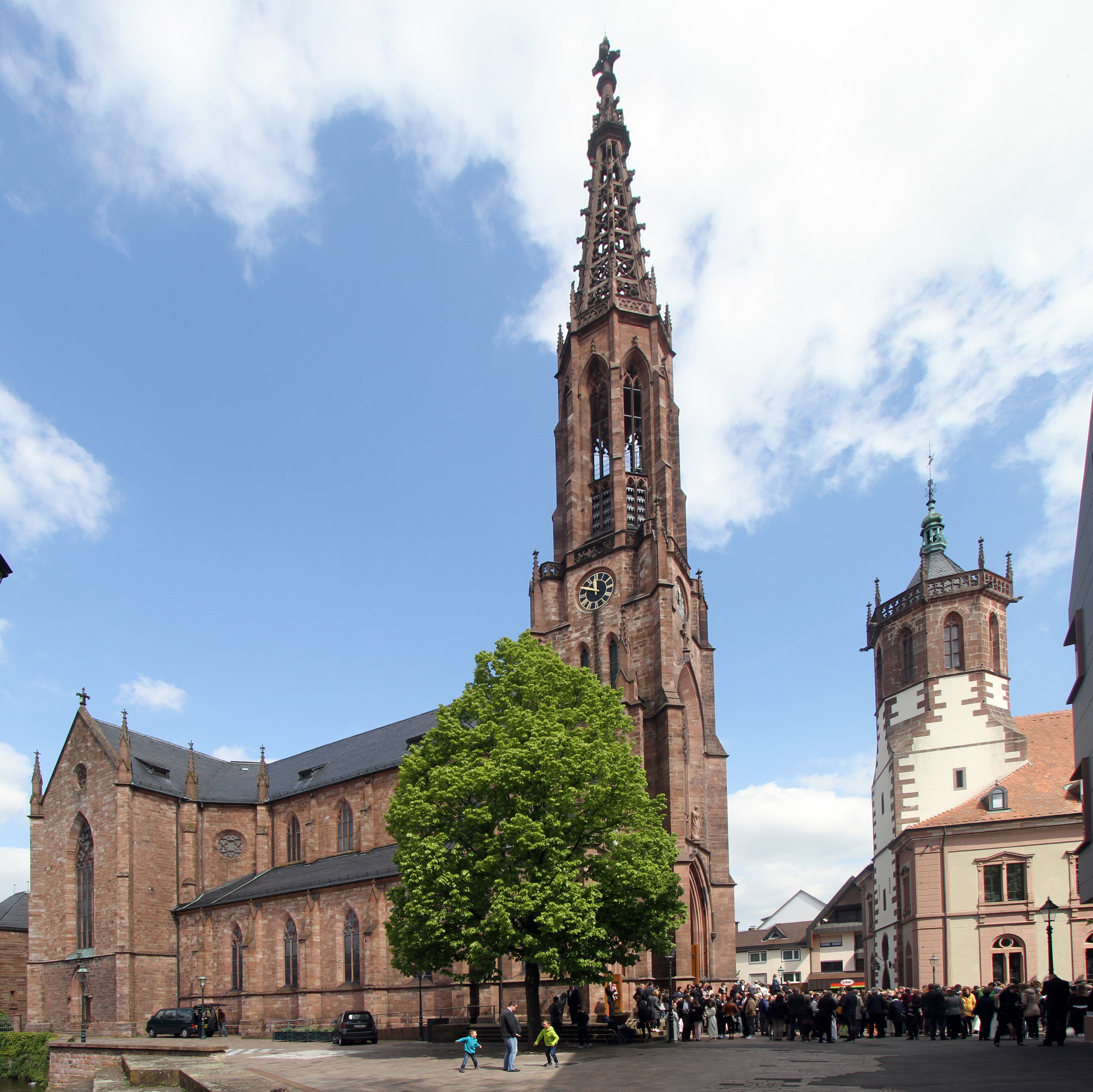
St. Peter und Paul und das Rathaus

Das Rathaus mit dem Turm der ehemaligen Kirche ist das Wahrzeichen der Stadt. Daneben befindet sich die katholische Kirche St. Peter und Paul am Marktplatz.
Weitere Sehenswürdigkeiten sind der Römische Meilenstein, die Bühlotbrücke, die Schwanenstraße, der Johannesplatz, das „Hänferdorf“, die Barockkirche St. Maria und die Burgruine Alt-Windeck.
Zwischen den Ortsteilen Altschweier und Eisental gibt es noch den Großherzog-Friedrich-Jubiläumsturm (genannt Carl-Netter-Aussichtsturm). Der Turm wurde 1902 aus Anlass der fünfzigjährigen Regierungsjubiläums Großherzog Friedrichs errichtet und von den Brüdern Adolph und Carl Leopold Netter gestiftet.
Auf einem Hügel zwischen Bühl und Ottersweier wurde 1952 das Bühler Friedenskreuz als Zeichen der Versöhnung zwischen Frankreich und Deutschland (und darüber hinaus) errichtet.

### Parks

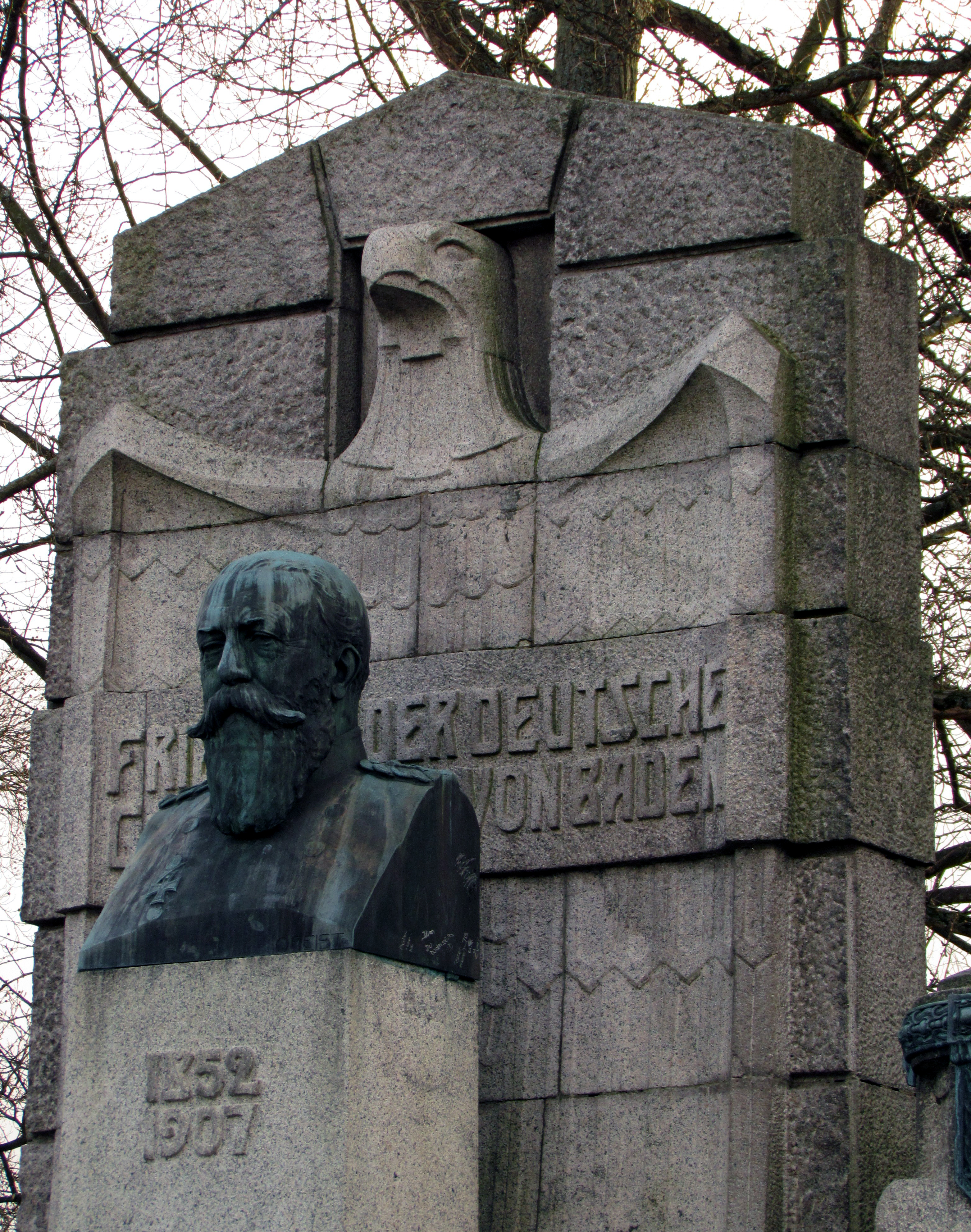
Großherzog-Friedrich-Denkmal im Stadtgarten

Der Stadtgarten wurde 1902 angelegt. Am Stadtgarten-Brunnen befindet sich die Bronzebüste Großherzog Friedrichs I. von Baden.
Der (neue) Stadtpark befindet sich westlich der Bahnlinie und wurde am 21. Juni 2008 der Öffentlichkeit übergeben.

### Regelmäßige Veranstaltungen
Das im September stattfindende „Bühler Zwetschgenfest“ zieht jährlich zahlreiche Besucher an. Im Jahr 2022 fand bereits das 73. Zwetschgenfest statt. Repräsentationsfigur des Festes, der Stadt und auch der Frucht selbst ist die Bühler Zwetschgenkönigin, auch die „Blaue Königin“ genannt. Seit dem 1. Januar 2023 führt Bühl daher die offizielle Zusatzbezeichnung „Zwetschgenstadt“.
Alle zwei Jahre gab es im Juni das „Bühler Stadtfest“. Im Jahre 2006 fand das vorerst letzte statt. Eine Neuauflage ist nicht geplant.
Seit 2003 findet das jährliche Internationale Bühler Bluegrass Festival statt.

## Wirtschaft und Infrastruktur

### Landwirtschaft
Obwohl in Bühl Industrie und Handwerk die meisten Arbeitsplätze bieten, spielt die Landwirtschaft immer noch eine nennenswerte Rolle. Insbesondere nimmt sie einen großen Teil der unbebauten Fläche ein. Auf den landwirtschaftlichen Flächen der Stadtteile Bühls, die in der Rheinebene liegen, werden Getreide (Winterweizen, Roggen, Triticale, Gerste) und Kartoffeln angebaut. Die landwirtschaftlichen Flächen der Stadtteile, die in der Vorbergzonen des Schwarzwaldes liegen, werden für Wein- und Obstbau genutzt.

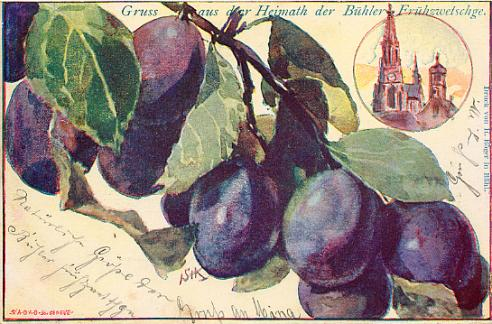
Werbung für Bühler Frühzwetschgen 1898

Bühl ist überregional bekannt durch die „Bühler Zwetschgen“. Sie werden im Umland von Bühl angebaut und auf den Märkten im weiteren Umland angeboten. Die Geschichte der Bühler Zwetschge geht auf das Jahr 1840 zurück, in dem sie auf dem Hof des Matthäus Falk in Riegel entdeckt wurde. Ab diesem Zeitpunkt begann die Vermarktung und Verbreitung der Zwetschgen, die bis in die zweite Hälfte des 20. Jahrhunderts noch für die Wirtschaft Bühls von großer Bedeutung war. Eigens für den Verkauf der Zwetschgen fand kurze Zeit später in der Hauptstraße der erste Obstmarkt statt. Dieser wurde dann in die Bühler Friedrichstraße und später in die Eisenbahnstraße verlegt, bis 1935 eine eigene Obstmarkthalle gebaut wurde. Später wurde daraus dann die Obstabsatzgenossenschaft Erzeuger-Obstgroßmarkt eG mit Sitz in der Bühler Draisstraße, die außer Zwetschgen noch viele andere Obstsorten vermarktete. 1996 verschmolzen die Obstabsatzgenossenschaften von Bühl, Achern, Ortenberg (Baden) und Oberkirch (Renchtal) zum „OGM Obstgroßmarkt Mittelbaden e.G.“ mit Sitz in der Konrad-Adenauer-Straße in Oberkirch. Hier werden die von den Landwirten der Region angelieferten Kernobstsorten (Äpfel und Birnen), Beerenobstsorten (Erdbeeren, Himbeeren, Stachelbeeren etc.) und Steinobstsorten (Zwetschgen, Pflaumen, Aprikosen, Pfirsiche etc.) gesammelt und vermarktet.

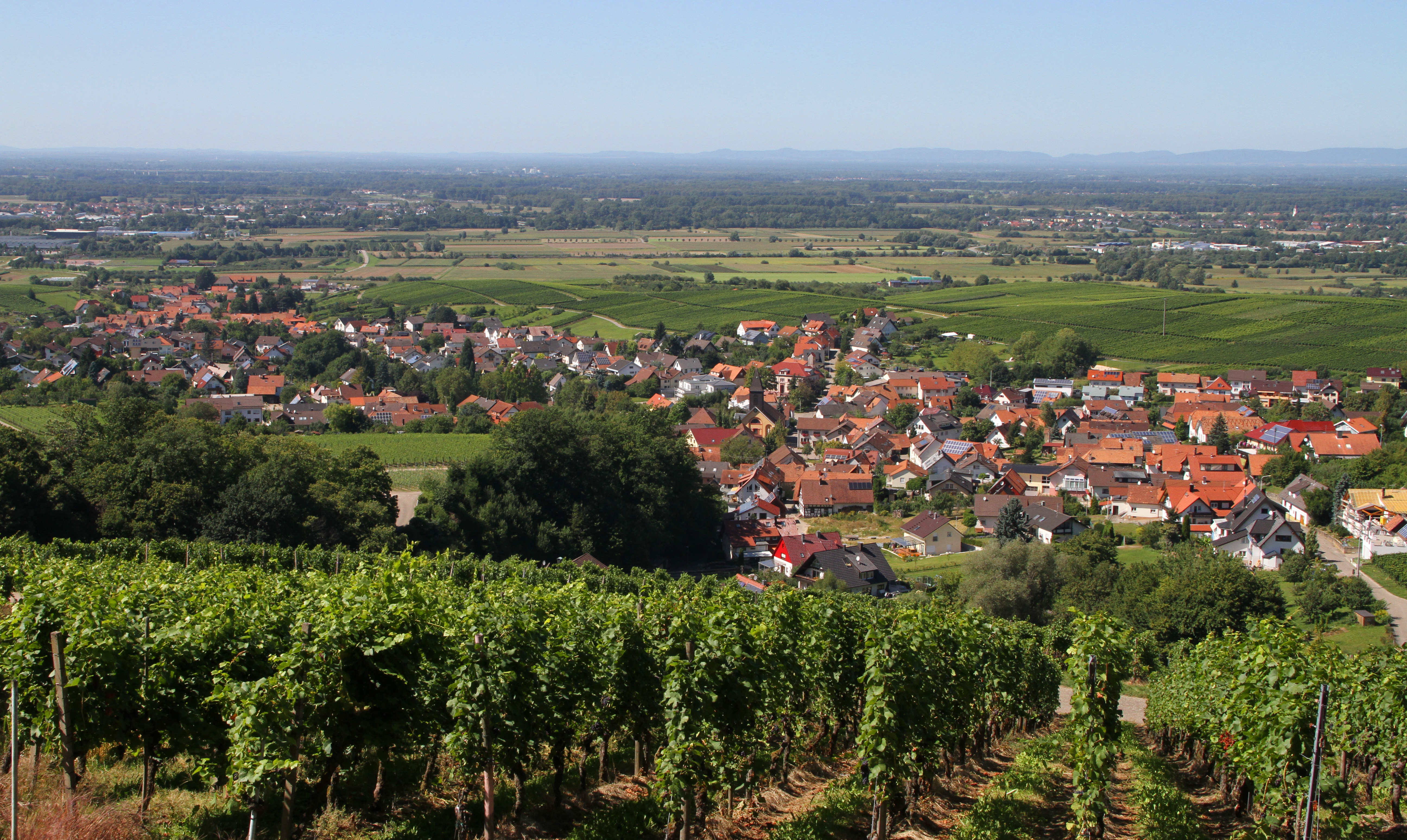
Weinberge bei Bühl-Eisental

In der Weinbau-Region um Bühl werden vor allem Rebsorten zur Herstellung von Spätburgunder (bzw. Pinot Noir), Riesling, Müller-Thurgau und Traminer angebaut. Die Winzer der Region um Bühl, die sich von den Neuweier über Eisental, Altschweier, Bühlertal, Kappelwindeck, Waldmatt und Neusatz bis nach Ottersweier erstreckt, sind organisiert in der Affentaler Winzer eG. Dies ist eine Winzergenossenschaft mit Sitz in der namensgebenden ehemaligen Gemeinde „Affental“, die heute zum Bühler Stadtteil Eisental gehört. Die Affentaler Winzer eG ist im Jahr 2012 durch Fusion der Winzergenossenschaften Neuweier-Bühlertal und Varnhalt entstanden und hat rund 980 Winzer als Mitglieder. Sie vertreibt die von ihr erzeugten Weine über das Baden-Badener Weinhaus am Mauerberg.

### Verkehr

#### Fernstraßen
Bühl liegt an der Bundesautobahn 5 und ist über die Anschlussstelle Bühl zu erreichen. Durch das Stadtgebiet führt die Bundesstraße 3.

#### Bahn- und Busverkehr

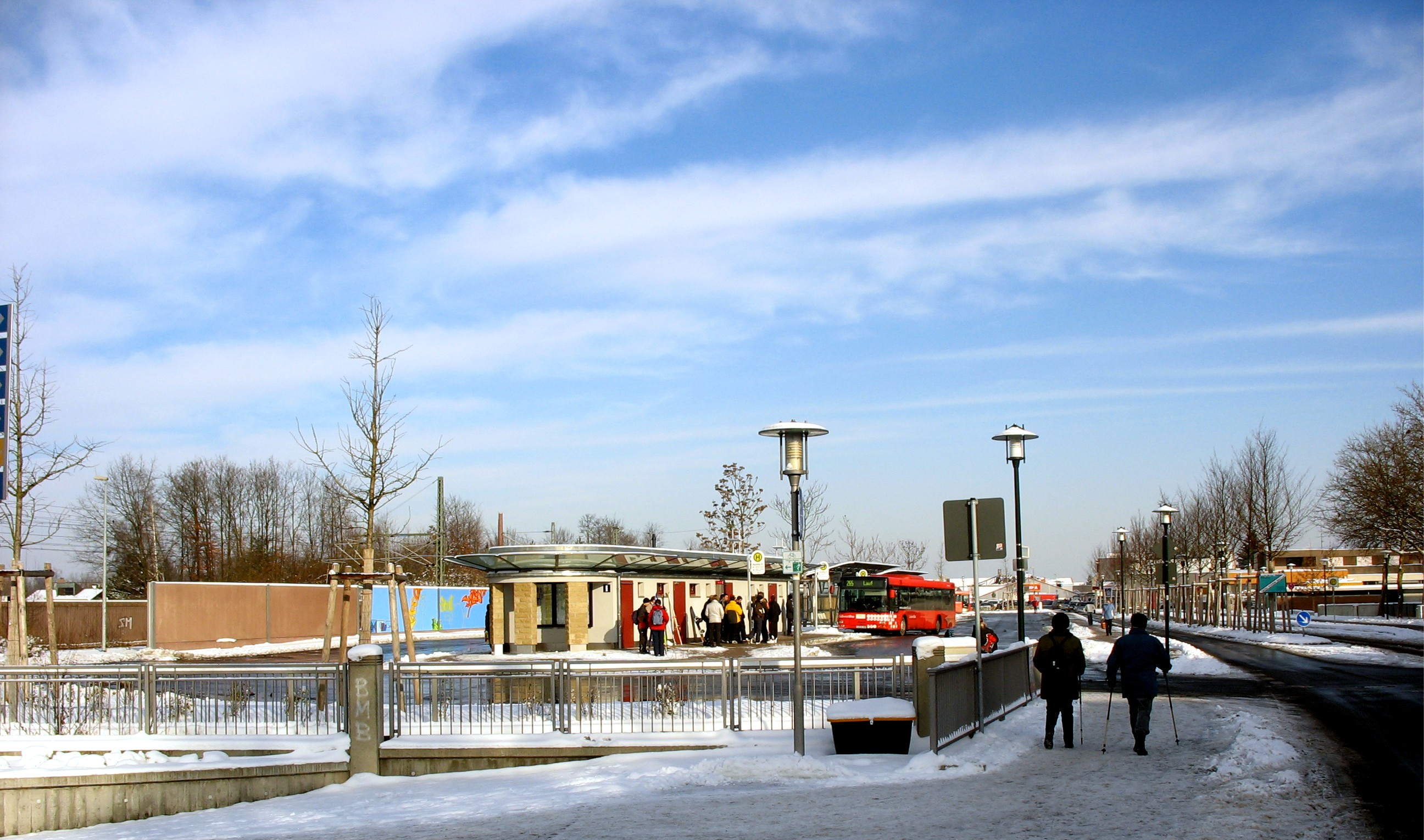
Busbahnhof Bühl

Der Haltepunkt Bühl liegt an der Bahnstrecke Mannheim–Basel. Hier verkehren stündlich Züge der Linie RE 2 Karlsruhe – Konstanz, daneben halten in Bühl einzelne Züge der Linie RE 7 Karlsruhe – Basel sowie in den Tagesrandlagen auch Fahrten der Linie RB 44 Karlsruhe – Achern. Daneben wird Bühl von der Stadtbahn Karlsruhe bedient. Im Stundentakt verkehrt die Linie S 7 Karlsruhe Tullastraße/Alter Schlachthof – Achern, daneben halten in Bühl einzelne Züge der Linie S 71 Karlsruhe – Achern. Den öffentlichen Personennahverkehr (ÖPNV) bedienen darüber hinaus mehrere Buslinien. Bühl liegt im Tarifgebiet des Karlsruher Verkehrsverbundes (KVV). 2005 wurde ein Busbahnhof in Betrieb genommen.
Zum Chemiepark in Rheinmünster-Greffern (Ehemals Dow-Chemiewerk) führt eine Eisenbahn-Güterstrecke der SWEG, ehemals Teil der Mittelbadischen Eisenbahnen.
Vom 28. Dezember 1896 bis zum 15. September 1958 führte die Bühlertalbahn bis nach Bühlertal-Obertal, heute ist von der Strecke nichts mehr vorhanden.

#### Radverkehr
Durch eine Alltagsroute aus dem Radnetz Baden-Württemberg ist Bühl über Ottersweier mit Achern verbunden und in der anderen Richtung über die Baden-Badener Stadtteile Steinbach und Oos und dazwischen über Sinzheim mit Rastatt. In Oos besteht ein Abzweig in die Innenstadt Baden-Badens.
Durch Bühl verlaufen die folgenden Landes-Radfernwege:
- Der Badische Weinradweg[23] führt von Grenzach-Wyhlen am Hochrhein nach Laudenbach im Rhein-Neckar-Kreis, dabei werden sieben der neun badischen Weinanbaugebiete untereinander verbunden. Die Route verläuft von Oberachern über Lauf und Ottersweier nach Bühl und den Stadtteil Eisental und weiter über die Baden-Badener Stadtteile Neuweier, den Osten Steinbachs und Varnhalt nach Sinzheim.
- Der Naturpark-Radweg Schwarzwald Mitte/Nord führt rund um selbigen Naturpark und verläuft dabei wie der Badische Weinradweg von Oberachern nach Bühl und Eisental, aber von dort durch die Mitte Steinbachs nach Sinzheim.

Bühl ist Mitglied der AGFK (Arbeitsgemeinschaft Fahrrad- und Fußverkehrsfreundlicher Kommunen) in Baden-Württemberg.

### Sport
Die Volleyballer des TV Bühl spielten bis zum Abstieg in der Saison 2020/2021 für 12 Jahre in der 1. Bundesliga. In ihrer ersten Saison wurden sie 7. und konnten dadurch an den Playoffs teilnehmen.
Auch die Abteilungen Schwimmen und Turnen des TV Bühl genießen überregionales Ansehen. Die jüngste Abteilung des TV Bühl ist Baseball.
Der Schützenverein Schartenberg Eisental ist Heimatverein des Silbermedaillengewinners im KK-Liegendkampf bei Olympischen Spielen in Athen 2004 Christian Lusch. Der SV Eisental schoss in den 2000er Jahren Luftgewehr in der 2. Bundesliga. Mannschaften und Einzelschützen holten wiederholt Medaillen und Titel bei den Deutschen Meisterschaften.
Bis 2006 wurde meist Ende Juli unter der Bezeichnung LuK Challenge ein (Radsport-)Paarzeitfahren der UCI-Kategorie 1.1 in Bühl ausgerichtet.

### Medien
In Bühl erscheinen als Tageszeitung unter dem Namen „Acher und Bühler Bote“ eine Lokalausgabe der in Karlsruhe ansässigen Badischen Neuesten Nachrichten (BNN) sowie eine Lokalausgabe des Badischen Tagblatts. Für 114 Schulen im Landkreis Rastatt und Stadtkreis Baden-Baden steht das Medienzentrum Mittelbaden in Bühl in allen Fragen der Medienbildung zur Verfügung.

### Gerichte, Behörden und Einrichtungen
Bühl ist Sitz des Amtsgerichts Bühl, das zum Landgerichtsbezirk Baden-Baden gehört, sowie eines Notariats, einer Außenstelle des Finanzamts Baden-Baden und einer Außenstelle des Landratsamts Rastatt (u. a. mit Kfz-Zulassungsstelle). In Bühl befindet sich ein Frauengefängnis als Außenstelle der Justizvollzugsanstalt Karlsruhe.

### Bildung

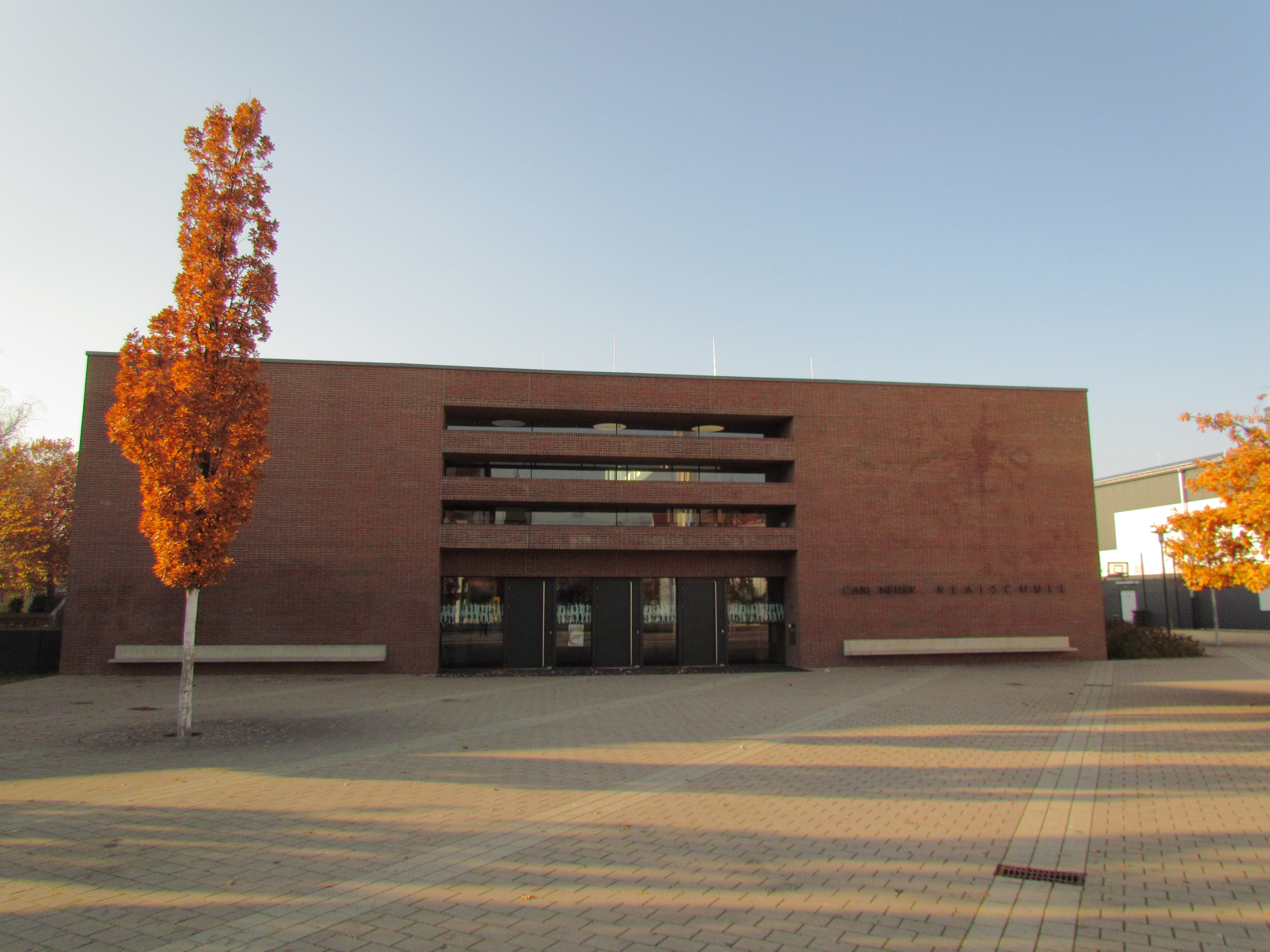
Carl-Netter-Realschule

Bühl hat ein Gymnasium (Windeck-Gymnasium), eine Realschule (Carl-Netter-Realschule), eine Förderschule (Rheintalschule), Grundschulen in der Kernstadt (Weststadt-Grundschule) und in den Stadtteilen Altschweier, Eisental (Schartenberg-Grundschule), Kappelwindeck (Bachschloss-Schule), Neusatz (Schloßberg-Grundschule), Vimbuch (Tulla-Schule) und Weitenung sowie zwei Grund- und Hauptschulen mit Werkrealschule (Aloys-Schreiber-Schule und Bachschloss-Schule).
Der Landkreis Rastatt ist Träger der drei Beruflichen Schulen (Gewerbeschule Bühl mit Technischem Gymnasium, Handelslehranstalt Bühl mit Wirtschaftsgymnasium und Elly-Heuss-Knapp-Schule – Hauswirtschaftliche Schule).
Die staatlich anerkannte private Fachschule für Altenpflege „Sancta Maria“ runden das schulische Angebot Bühls ab.
Ebenfalls in Bühl angesiedelt ist der Waldorfkindergarten „Bühler Zwergenhaus“, ein eingruppiger Kindergarten.

### Ansässige Unternehmen

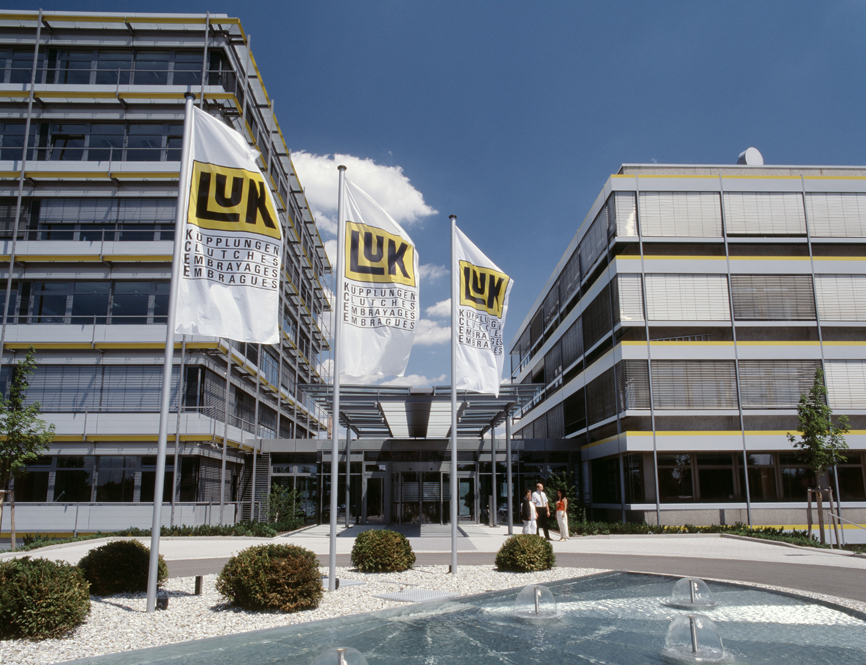
LuK GmbH & Co. KG in Bühl

Die Liste beinhaltet die größten Firmen in Bühl und Stadtteilen:
- UHU, Hersteller von Klebstoffen (Hauptsitz).
- LuK, Zulieferer für die Automobilindustrie, stellt Kupplungen und Getriebekomponenten her (Hauptsitz).
- GMT Gummi-Metall-Technik GmbH, Hersteller von Schall- und Schwingungsdämpfern (Hauptsitz).
- Robert Bosch GmbH, Zulieferer für Automobilindustrie (Werk Bühl, ein weiteres Werk ist im benachbarten Bühlertal).
- USM U. Schärer Söhne AG, Hersteller von modularen Möbelbausystemen (Werk Bühl).
- Dormakaba Deutschland GmbH, Hersteller und Vertreiber von Zutrittskontrollen und Türsystemen.
- Meckel-Spenglersan GmbH, Hersteller von pharmazeutischen Produkten (Spenglersan-Kolloide).
- Pepperl + Fuchs SE, Hersteller explosionsgeschützter Bussysteme und Weltmarktführer im Bereich industrieller Sensoren (Werk Bühl, Systemlösungen für die Prozessautomation in explosionsgefährdeten Bereichen, Hauptsitz ist Mannheim) (Gemarkung Eisental).
- Bada AG, Hersteller von technischen Kunststoffen (Hauptsitz) (Gemarkung Eisental).
- R & E Stricker Reha-Entwicklungen GmbH, Hersteller von behindertengerechten Fahrrädern (Gemarkung Kappelwindeck).
- Sparkasse Bühl (Hauptsitz).

## Persönlichkeiten

### Ehrenbürger
Die Stadt Bühl hat folgenden Personen das Ehrenbürgerrecht verliehen (Das Ehrenbürgerrecht erlischt mit dem Tode):
- 1833: Ignatz Jörger, Arzt
- 1871: Fidel Stiegler, Oberamtmann
- 1875: Josef Krieg, Medizinalrat
- 1878: Xaver Knoblauch, Stadtpfarrer

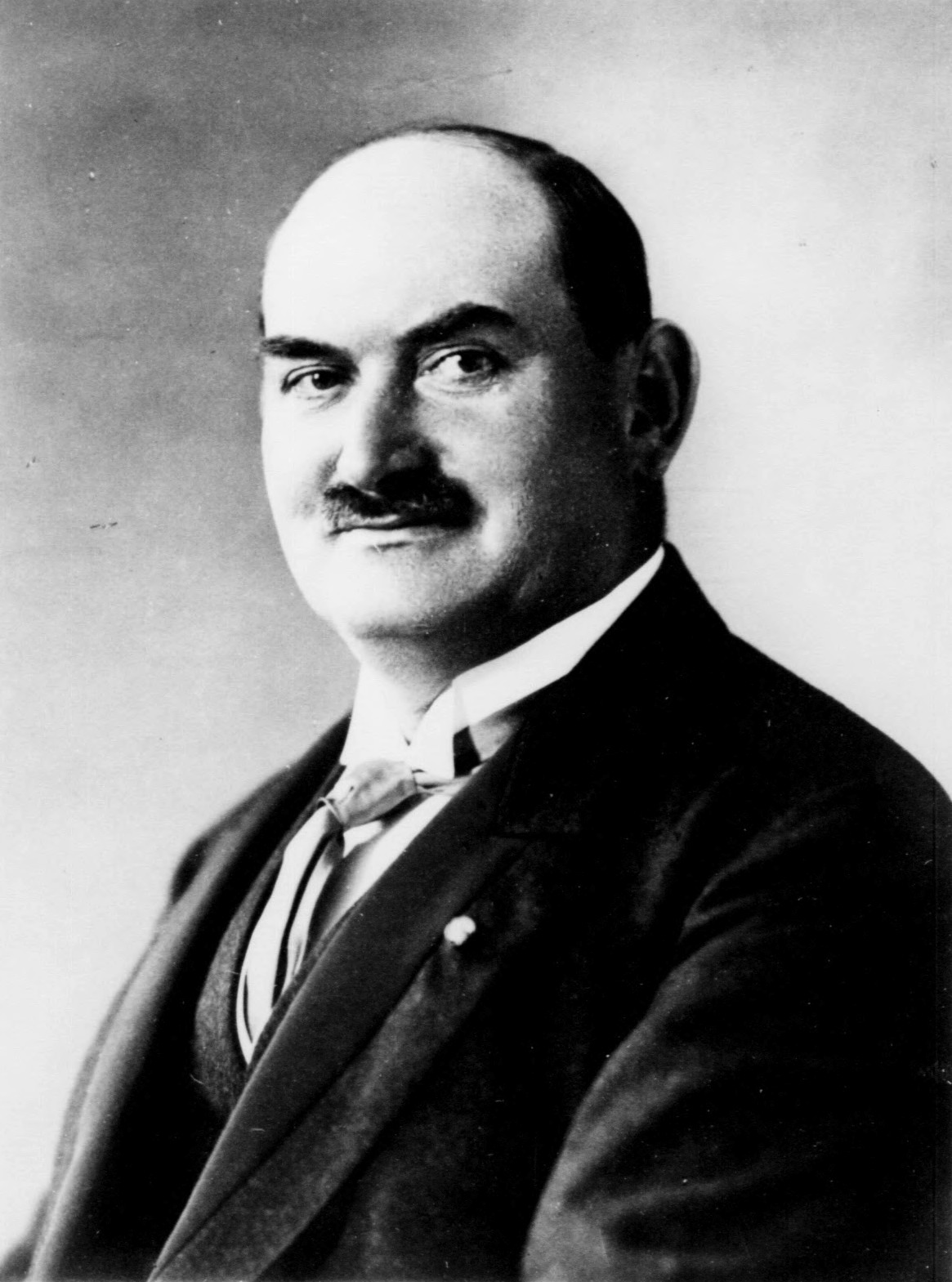
Carl Leopold Netter

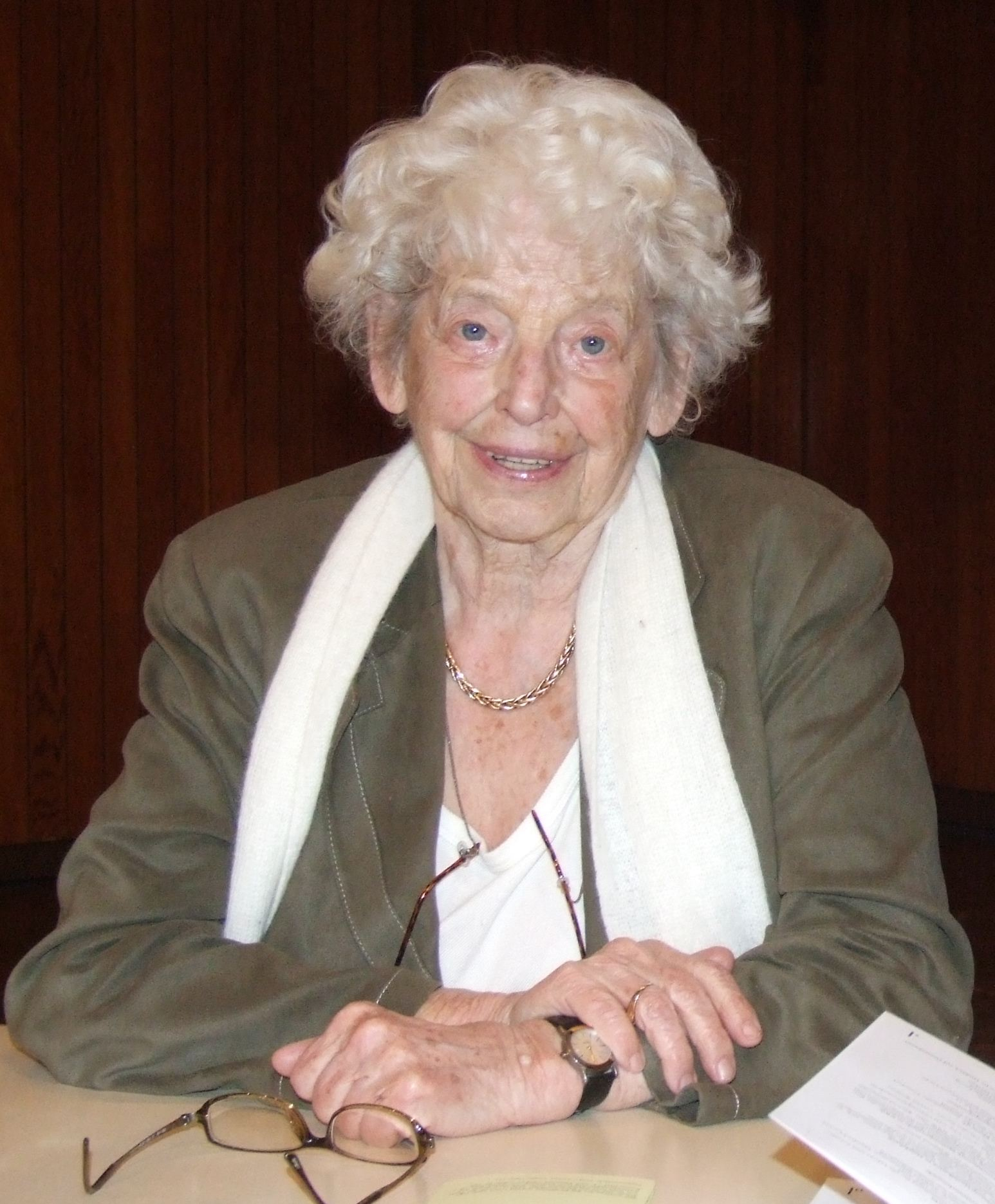
Anneliese Knoop-Graf

- 1906: Carl Leopold Netter, Fabrikant
- 1918: Bernhard Dertinger, Medizinalrat
- 1924: Alexander Wittmann, Oberlehrer
- 1925: Baruch Mayer, Bezirksrabbiner
- 1929: Wilhelm Röckel, Stadtpfarrer
- 1933: Adolf Hitler, Reichskanzler (aberkannt)
- 1933: Robert Wagner, Reichsbeauftragter (aberkannt)
- 1933: Hermann Göring, Reichsminister und Reichstagspräsident (aberkannt)
- 1933: Walter Köhler, Ministerpräsident (aberkannt)
- 1948: Johann Baptist Stratthaus, Bürgermeister
- 1962: Edwin Grüninger, Bürgermeister
- 1963: Josef Harbrecht, Landtagsabgeordneter
- 1964: Hugo Fischer, Fabrikant (Uhu)
- 1966: Manfred Fischer, Fabrikant, Senator e. h.
- 1976: Josef Strub
- 1979: August Meier, Stadtpfarrer, Geistlicher Rat
- 1981: Erich Burger, Oberbürgermeister
- 1993: Hans Trautmann, Stadt- und Kreisrat und Bauunternehmer
- 2000: Heinz Ziegler, Stadt- und Kreisrat, Postbeamter
- 2006: Anneliese Knoop-Graf, Schwester des Weiße-Rose-Mitglieds Willi Graf
- 2007: Karl Hörth, Stadtrat, Sparkassendirektor
- 2008: Maria-Elisabeth Schaeffler, Gesellschafterin der Schaeffler-Gruppe (LuK)
- 2012: Ernst Kohlhage (LuK)[27]
- 2014: Hans Striebel, Oberbürgermeister
- 2017: Jan Ernest Rassek
- 2018: Oswald Grißtede, Stadtrat, Studiendirektor

Die ehemals selbständigen Gemeinden und heutigen Stadtteile haben folgenden Personen das Ehrenbürgerrecht verliehen:

Eisental
- 1954: Eugen Seiterich, Erzbischof

Moos
- 1970: Friedrich Feederle, Pfarrer

Neusatz
- 1900: Theodor Bier, Lehrer/Organist/Apfelzüchter
- 1946: Johann Anton Heimburger, Pfarrer
- 1955: Karl Otto Stemmler, Oberstudiendirektor
- 1960: Theodor Schaufler, Bürgermeister

Weitenung
- 1968: Leopold Frietsch, Bürgermeister

### Söhne und Töchter der Stadt
- Bastian Gugel, Steinmetz und Bauernführer; † 1514 in Freiburg im Breisgau
- 1761: Aloys Wilhelm Schreiber, Schriftsteller, Reisebuchautor und Historiker; † 1841 in Baden-Baden
- 1783: Wolf Netter, Kaufmann; † 1859 in Bühl
- 1808: Alban Isidor Stolz, Volksschriftsteller und Professor der Theologie; † 1883 in Freiburg im Breisgau
- 1834: August Lydtin, Tierarzt, Veterinärbeamter und Tierzuchtwissenschaftler; Dr. h. c. der Universität Freiburg im Breisgau
- 1850: Karl Hörth, Architekt; † Mai 1902
- 1863: Albert Wenk, Maler; † 1934 in München
- 1864: Carl Leopold Netter, Unternehmer und Mäzen, 1906 Ehrenbürger; † 14. Juli 1922 in Baden-Baden
- 1872: Otto Feist, Bildhauer; † 1939 in Karlsruhe
- 1876: Karl Adam-Leonhard, Kunst- und Landschaftsmaler; † 26. Oktober 1926 in Rastatt
- 1879: Erwin Gugelmeier, Reichstagsabgeordneter, von 1906 bis 1927 Oberbürgermeister von Lörrach; † April/Mai 1945
- 1890: Wilhelm Compter; † 24. August 1966 in Pforzheim, Landrat, Erster Bürgermeister
- 1896: Otto Wertheimer; † 1973 in Paris, deutsch-französischer Kunsthistoriker und Antiquar
- 1913: Alfons Kist (* im Ortsteil Neusatzeck) † 10. Februar 1986 in Baden-Baden, Politiker (CDU), Landtagsabgeordneter
- 1914: Alfons Deissler, katholischer Theologe (Alttestamentler); † 10. Mai 2005 in Freiburg im Breisgau
- 1926: Hermann Brommer, Schullehrer und Kunsthistoriker; † 26. Oktober 2012 in Waldkirch
- 1935: Hermann Neubert, Mykologe; † 11. August 2003
- 1942: Michael Albus, römisch-katholischer Theologe
- 1942: Albrecht Greule, germanistischer Mediävist, Linguist und Namenforscher
- 1942: Peter Wehlauer, Koch, war mit zwei Sternen im Guide Michelin ausgezeichnet; † 31. März 2010
- 1945: Renate Schrambke, Dialektologin
- 1950: Adalbert Metzinger, Erziehungswissenschaftler und Autor
- 1951: Hubert Klöpfer, Verleger
- 1951: Karl Josef Witt, Bauingenieur, Professor an der Bauhaus-Universität Weimar
- 1958: Michael Benedict Bender, Kirchenmusikdirektor und Komponist in Ravensburg
- 1961: Ralf Dujmovits, Extrembergsteiger, der als erster Deutscher alle 14 Achttausender bestiegen hat
- 1962: Dominik Moll, französischer Regisseur und Drehbuchautor
- 1964: Matthias Reinschmidt, Biologe und seit 2015 Direktor des Karlsruher Zoos
- 1964: Udo Volz, Diplomat, Botschafter der Bundesrepublik Deutschland
- 1968: Pirmin Ullrich, Jazzmusiker
- 1969: Viktoria Schmid, Politikerin (CDU)
- 1972: Christian Müller, Radsportler und Triathlet
- 1973: Tobias Wald, Politiker (CDU), Landtagsabgeordneter
- 1974: Sven Hermann, Akkordeonist und Komponist
- 1977: Sven Schuhmacher, Redakteur, Moderator und Sänger
- 1981: Christian Lusch, Sportschütze
- 1985: Stefan Kneer, Handballnationalspieler und -trainer
- 1992: Achim Burkart, Radsportler
- 1992: Lisa Christin Brunner, Automobilrennfahrerin

### Mit der Stadt verbunden
- Franz Xaver Weingärtner (1805–1867), katholischer Geistlicher, Kaplan in Bühl.
- Carl Krauch (1887–1968), Chemiker und Großindustrieller, in Bühl verstorben.
- Wolfgang Preiss (1910–2002), Schauspieler (Der längste Tag, Die Brücke von Arnheim (Film)), in Bühl verstorben.
- Ludwig Hofmann (1912–1979), Rekordflieger, Testpilot und Luftfahrtpionier, in Bühl verstorben.
- Rolf Lamprecht (1930–2022), Journalist und Buchautor, lebte im Ortsteil Neusatz
- Gerlinde Kaltenbrunner (* 1970), österreichische Extrembergsteigerin, lebte[28] mit Ralf Dujmovits im Bühler Stadtteil Kappelwindeck, erste Frau, die alle 14 Achttausender ohne zusätzlich mitgeführten Flaschensauerstoff bestiegen hat.

## Sonstiges
Der heutige Ortsteil Affental wird von Peter Hagendorf in seinen Tagebuchaufzeichnungen aus dem Dreißigjährigen Krieg erwähnt. Seine Truppe war 1637 kurz nach einem Gefecht bei Rheinau in den Ort gezogen. Er lobt dabei den dort wachsenden guten Wein, „der macht rechte Affen und Narren“.